# Chiromantis cherrapunjiae
Espèce
Synonymes
- Philautus cherrapunjiae Roonwal & Kripalani, 1966 "1961"
- Chirixalus cherrapunjiae (Roonwal & Kripalani, 1961)

Statut de conservation UICN

 DD  : Données insuffisantes
Chiromantis cherrapunjiae est une espèce d'amphibiens de la famille des Rhacophoridae.

## Répartition
Cette espèce est endémique du Nord-Est de l'Inde. Elle n'est connue que de deux zones distantes de 500 km, :
- dans les Khasi Hills au Meghalaya à environ 1 330 m d'altitude ;
- dans le parc national de Namdapha en Arunachal Pradesh.

## Étymologie
Cette espèce est nommée en référence au lieu de sa découverte, Cherrapunji.

## Publication originale
- Roonwal & Kripalani, 1966 "1961" : A new frog, Philautus cherrapunjiae (Family: Ranidae) from Assam, India with field observations on its behaviour and metamorphosis. Records of the Indian Museum, vol. 59, p. 325-333.